# Claus Norreen
Claus Norreen (født 5. juni 1970 i Charlottenlund) er en dansk sangskriver, musiker og producer, der er mest kendt fra dance-pop-bandet Aqua, der har solgt mere end 33 mio. plader på verdensplan.
Sammen med Søren Rasted er Norreen sangskriver og producer i Aqua. Umiddelbart før gruppens debutsingle "Roses Are Red" fra 1996, skrev de to soundtracket til filmen Frække Frida og de frygtløse spioner i 1994. Efter opløsningen af Aqua i 2001 har han bl.a. medvirket på debutalbummet Vi burde ses noget mere, fra Søren Rasted og hans nevø Nicolaj Rasteds duo Hej Matematik, i 2008. Norreen har også remixet både under aliasset Danny Red på singlen "Facts of Life" fra Søren Rasteds spoken word-projekt Lazyboy fra 2004, og i gruppen Aeroflot.
I 2008 komponerede han musikken til teateropsætningen Landet, der blev opført på Kulturkajen Docken i København.[kilde mangler]
Claus Norreen blev gift med journalist Siggy Norreen (født Siggy Madsen) i 2000, som han fik sønnen Elliott med. De blev skilt i slutningen af 2007.

## Diskografi

### Soundtrack
- Frække Frida og de frygtløse spioner (1994)

### Aeroflot
- Submerged (1992)

### Remixes
- Antiloop – "In My Mind (Danny Red Remix)" (1998)
- Soundlovers – "Living In Your Head (Aeroflot Remix)" (2000)
- Bruderschaft – "Forever (Aeroflot & Feindflug Remix)" (2003)
- Lazyboy – "Facts of Life (Danny Red Remix)" (2004)